# メタ認知療法
メタ認知療法（メタにんちりょうほう、Metacognitive therapy : MCT）は、不安、反芻、注意の固定などの状態を続けさせるメタ認知的考えを修正する心理療法である。  
ウェルズとジェラルド・マシューズによる情報処理モデルに基づいて、エイドリアン・ウェルズによって作成された。 多くの研究による科学的証拠によって裏付けられている  。
MCT の目標は、まずクライアントが、自身の考えや心の働きについて何を信じているか (メタ認知的考え) を発見し、次にこれらの考えがどのようにして思考に対する役に立たない反応につながり、症状を長引かせ、悪化させているかをクライアントに示し、最後に症状を軽減できるように思考に反応する代替方法を提供すること。 臨床において、MCT は、社会不安障害、全般性不安障害(GAD)、健康不安、強迫性障害(OCD)、心的外傷後ストレス障害(PTSD) などの不安障害やうつ病の治療によく使用されている。このモデルは、トランス診断的(すべての精神疾患の共通の心理的要因に焦点を当てる) になるように設計されている。

## 歴史
メタ認知は、古代ギリシャ語で「後ろ、after（メタ）」（after cognition）を意味し、自身の思考や内部の精神プロセスを認識し、制御する能力を指す。 メタ認知は、数十年にわたって研究されてきた。
当初は、発達心理学と神経心理学の一部として研究されていた   。 
メタ認知の例としては、現在、自身の心の中にどんな考えがあるのか、自身の注意の焦点がどこにあるかを知ること、そして自身の考えについての考え（正しいかどうかは不明）などがある。 最初のメタ認知治療は、1980年代に注意障害のある子どものために考案された 。 

## 精神障害のモデル

### 自己制御実行機能モデル
メタ認知モデルでは、症状が認知注意症候群（CAS）という一連の心理的プロセスによって引き起こされると説明する。 CASは否定的思考への反応として生じる以下の3つの主要な持続的思考プロセスで構成される。
1. 心配/反芻
2. 脅威のモニタリング
3. 逆効果となる対処行動

これらのプロセスは、問題解決に役立つという患者のメタ認知的信念によって駆動されるが、実際には意図せず苦痛を持続させる  。 このモデルでは、一部の思考の制御不能性や危険性に関する否定的なメタ認知的信念が特に重要である。 実行機能も、特定の思考やメンタルモードへの注意の焦点化と再焦点化において役割を果たすと考えられている。 これらのメンタルモードは、「対象モード」と「メタ認知モード」に分類され、これは人々が思考に対して持ちうる異なる種類の関係性を指す。 CAS、メタ認知的信念、メンタルモード、実行機能を合わせて、自己制御実行機能モデル（S-REF）を構成する 。 最近の研究でWellsは、メタ認知療法の研究と治療の発展を目指したS-REFのメタ認知制御システムをより詳細に説明している。

## 治療
MCT は、8 ～ 12 回のセッションで行われる時間制限のある療法である。 セラピストは、クライアントとの話し合いを通して、クライアントのメタ認知的考え、経験、戦略を見つける。 次に、セラピストは、モデルをクライアントと共有し、特定の症状がどのように発生し、維持されているかを伝える。
その後、治療は、クライアントの問題に合わせた技術の導入へと進み、クライアントが自身の思考とどう向き合うかを変え、広がりすぎた思考をコントロールできるようにすることを目指す。 実験を用いてメタ認知的考えに挑戦する。（例えば、「不安になりすぎると、発狂すると信じているようですね。では、次の5分間、意図的に不安な考えを浮かべてみて、実際にどうなるか観察してみましょう」）。また、注意訓練テクニック、状況的注意の再焦点化、''デタッチト・マインドフルネス''（detached、距離を置いた）（これはマインドフルネス技法とは異なる独特の戦略）などの戦略も用いられる   。 

## 研究
メタ認知療法（MCT）の臨床試験（無作為化比較試験を含む）では、様々な精神疾患に対して臨床的に有意な改善が示されている 。 2015年には学術誌「Cognitive Therapy and Research」がMCT研究の特集を組んでいる 。
2018年のメタ分析では、うつ病や不安症に対するMCTの高い効果が確認された。 特に不安とうつ病に対して強いエビデンスが示され、認知行動療法を含む他の心理療法より優れている可能性が示唆された 。
2020年の研究では、うつ病治療においてMCTが認知行動療法（CBT）より優れた効果を示したが、十分な検証力を持つ試験による更なる証拠が必要とされている。 
近年のネットワークメタ分析では、PTSDに対してMCT（および認知処理療法）が他の心理療法より優れている可能性が示唆された。 しかし、現在のMCTの臨床試験の多くは小規模で選択的なサンプルを用いており、開発者自身が関与する利益相反の可能性がある。 そのため、独立した研究者による大規模な無作為化比較試験の実施が急務とされている。

## 関連文献
- Wells, Adrian; Fisher, Peter L., eds (2016). Treating depression: MCT, CBT and third wave therapies. Chichester, UK; Malden, MA: Wiley-Blackwell. doi:10.1002/9781119114482. ISBN 9780470759059. OCLC 908699035
- Wells, Adrian; Simons, Michael (2014). “Metacognitive therapy: thinking differently about thinking”. In Hofmann, Stefan G.. The Wiley handbook of cognitive behavioral therapy. Chichester, UK; Malden, MA: Wiley-Blackwell. pp. 107–130. doi:10.1002/9781118528563.wbcbt06. ISBN 9781118533208. OCLC 843010463
- Herbert, James D.; Forman, Evan M. (2011). “The evolution of cognitive behavior therapy: the rise of psychological acceptance and mindfulness”. In Herbert, James D.; Forman, Evan M.. Acceptance and mindfulness in cognitive behavior therapy: understanding and applying the new therapies. Hoboken, NJ: John Wiley & Sons. pp. 1–25. doi:10.1002/9781118001851.ch1. ISBN 9780470474419. OCLC 612189071
- Fisher, Peter L.; Wells, Adrian (2009). Metacognitive therapy: distinctive features. The CBT distinctive features series. London; New York: Routledge. ISBN 9780415434980. OCLC 229466109